# Giovanni Battista Zupi
Giovanni Battista Zupi aussi appelé Zupus (2 novembre 1589, Catanzaro - 26 août 1667, Naples) est un jésuite, astronome et mathématicien italien.

## Biographie
En 1639, Giovanni Battista Zupi découvre que la planète Mercure a des phases orbitales, comme la Lune et Vénus. De plus, ses observations démontrent que la planète orbitait autour du Soleil. Cette découverte advint 30 ans après la fabrication du premier télescope de Galilée, ainsi la version qu'utilisait Zupi était légèrement améliorée et plus puissante. Il décède finalement en 1650 dans la ville de Naples, alors capitale du royaume de Naples.

## Honneurs
Son nom a été donné au cratère lunaire Zupus, de 38 km de diamètre, ainsi qu'à l'astéroïde (227152) Zupi.

## Articles liés
- Zupus (cratère)
- Liste des cratères de la Lune